# Collalto Sabino
Collalto Sabino é uma comuna italiana da região do Lácio, província de Rieti, com cerca de 475 habitantes. Estende-se por uma área de 22 km², tendo uma densidade populacional de 22 hab/km². Faz fronteira com Carsoli (AQ), Collegiove, Marcetelli, Nespolo, Pescorocchiano, Turania.
Pertence à rede das Aldeias mais bonitas de Itália.

## Demografia
| Variação demográfica do município entre 1861 e 2011                               |
|                                                                                   |
| Fonte: Istituto Nazionale di Statistica (ISTAT) - Elaboração gráfica da Wikipedia |